# موسیقی (فیلم ۲۰۲۴)
موسیقی (به انگلیسی: Música) یک فیلم آمریکایی در ژانر کمدی رمانتیک بلوغ محصول سال ۲۰۲۴ با بازی رودی منکوسو و کارگردانی آن در نخستین تجربهٔ کارگردانی فیلم بلند خود است. مانکوزو همچنین با دن لاگانا فیلم‌نامه را نوشت و موسیقی متن اصلی فیلم را ساخت. کامیلا مندس و جی. بی اسموو هم‌بازی یکدیگر هستند.
این فیلم نخستین نمایش جهانی خود را در جشنوارهٔ جنوب از جنوب غربی در ۱۳ مارس ۲۰۲۴ داشت و توسط آمازون پرایم ویدئو در ۴ آوریل ۲۰۲۴ منتشر شد.

## داستان
مرد جوانی که از موسیقی در سرش رنج می‌برد، باید با آینده‌ای مبهم کنار بیاید و در نیوآرک، نیوجرسی، عشق، خانواده و فرهنگ برزیل را متعادل کند.